# Araitz
Araitz település Spanyolországban, Navarra autonóm közösségben. Araitz Areso, Larraun, Betelu, Lizartza, Orexa, Gaztelu, Amezketa és Tolosa községekkel határos. Lakosainak száma 520 fő (2024).

## Népesség
A település népessége az elmúlt években az alábbi módon változott:
| Lakosok száma | 608  | 581  | 586  | 582  | 568  | 533  | 523  | 512  | 512  | 520  |
|               | 2001 | 2004 | 2007 | 2009 | 2012 | 2014 | 2017 | 2019 | 2022 | 2024 |